# Альберц, Генрих
Генрих Альберц (нем. Heinrich Albertz) — государственный и политический деятель Германии. С 1 декабря 1966 года по 19 октября 1967 года занимал должность правящего бургомистра Берлина.

## Биография
Родился 22 января 1915 года в городе Бреслау, Германская империя (ныне Вроцлав, Польша). Изучал богословие в университетах Бреслау, Галле и Берлина. Работал священнослужителем, летом 1945 года возглавил церковь в городе Целле. В 1946 году присоединился к Социал-демократической партии Германии. 9 июня 1948 года был назначен министром Нижней Саксонии по делам беженцев. С 1951 по 1955 год занимал должность министра социального обеспечения Нижней Саксонии.
1 декабря 1966 года стал правящим бургомистром Берлина. 2 июня 1967 года в Западный Берлин прибыл шах Ирана, что спровоцировало массовые беспорядки в городе. Вечером шах Ирана, президент Германии Генрих Любке и Генрих Альберц прибыли на спектакль в оперу, где их уже ожидало большое количество демонстрантов, которые забросали политиков куриными яйцами и помидорами. Подобное происшествие обернулось политическим скандалом, Генрих Альберц лишился поддержки в своей партии и уже 19 октября 1967 года покинул должность правящего бургомистра. Его преемником стал Клаус Шюц. Генрих Альберц скончался 18 мая 1993 года в доме престарелых в Бремене.